# Spermophilus nilkaensis
Spermophilus nilkaensis is een zoogdier uit de familie van de eekhoorns (Sciuridae). De wetenschappelijke naam van de soort werd voor het eerst geldig gepubliceerd door Hou Lanxin & Wang in 1989. De soort stond lang bekend als Spermophilus ralli, maar die naam bleek een synoniem voor Spermophilus relictus.